# Leucania affinis
Leucania affinis là một loài bướm đêm trong họ Noctuidae.